# Ferrières-sur-Sichon
Ferrières-sur-Sichon est une commune française de la montagne bourbonnaise, proche de Vichy, traversée par le Sichon, située dans le sud-est du département de l'Allier, limitrophe du Puy de Dôme, en région Auvergne-Rhône-Alpes.
Ses habitants sont appelés les Farrérauds.

## Géographie

### Localisation
Le village se trouve dans la montagne bourbonnaise, à vingt-cinq kilomètres au sud-est de Vichy, au cœur de la vallée du Sichon, dans le sud-est du département de l'Allier, non loin de sa limite avec celui du Puy-de-Dôme.
Huit communes, dont une dans le département voisin du Puy-de-Dôme, sont limitrophes de Ferrières-sur-Sichon :
| Arronnes              | Le Mayet-de-Montagne   | Saint-Clément |
|                       | Ferrières-sur-Sichon   | La Chabanne   |
| Lachaux (Puy-de-Dôme) | La Guillermie, Lavoine | Laprugne      |

### Géologie et relief
Le bourg de Ferrières est situé en bordure d'un petit bassin de sédiments primaires dont les lentilles de calcaire métamorphisé lentement déposées ont donné un marbre bleu turquin inutilisable dans les arts, mais qui sert à la fabrication de la chaux.
La partie est de la commune est occupée par le massif forestier d'altitude des Bois Bizin, qui sépare Ferrières de la vallée de la Besbre et des monts de la Madeleine.

### Climat
Pour des articles plus généraux, voir Climat d'Auvergne-Rhône-Alpes et Climat de l'Allier.
En 2010, le climat de la commune est de type climat des marges montargnardes, selon une étude du CNRS s'appuyant sur une série de données couvrant la période 1971-2000. En 2020, Météo-France publie une typologie des climats de la France métropolitaine dans laquelle la commune est exposée à un climat de montagne ou de marges de montagne et est dans la région climatique Nord-est du Massif Central, caractérisée par une pluviométrie annuelle de 800 à 1 200 mm, bien répartie dans l’année.
Pour la période 1971-2000, la température annuelle moyenne est de 10,1 °C, avec une amplitude thermique annuelle de 15,9 °C. Le cumul annuel moyen de précipitations est de 1 054 mm, avec 11,5 jours de précipitations en janvier et 8,3 jours en juillet. Pour la période 1991-2020, la température moyenne annuelle observée sur la station météorologique de Météo-France la plus proche, « Mayet-de-Montagne », sur la commune du Mayet-de-Montagne à 5 km à vol d'oiseau, est de 10,9 °C et le cumul annuel moyen de précipitations est de 979,2 mm,. Pour l'avenir, les paramètres climatiques de la commune estimés pour 2050 selon différents scénarios d'émission de gaz à effet de serre sont consultables sur un site dédié publié par Météo-France en novembre 2022.

## Urbanisme

### Typologie
Au 1er janvier 2024, Ferrières-sur-Sichon est catégorisée commune rurale à habitat très dispersé, selon la nouvelle grille communale de densité à 7 niveaux définie par l'Insee en 2022.
Elle est située hors unité urbaine. Par ailleurs la commune fait partie de l'aire d'attraction de Vichy, dont elle est une commune de la couronne,. Cette aire, qui regroupe 50 communes, est catégorisée dans les aires de 50 000 à moins de 200 000 habitants,.

### Occupation des sols

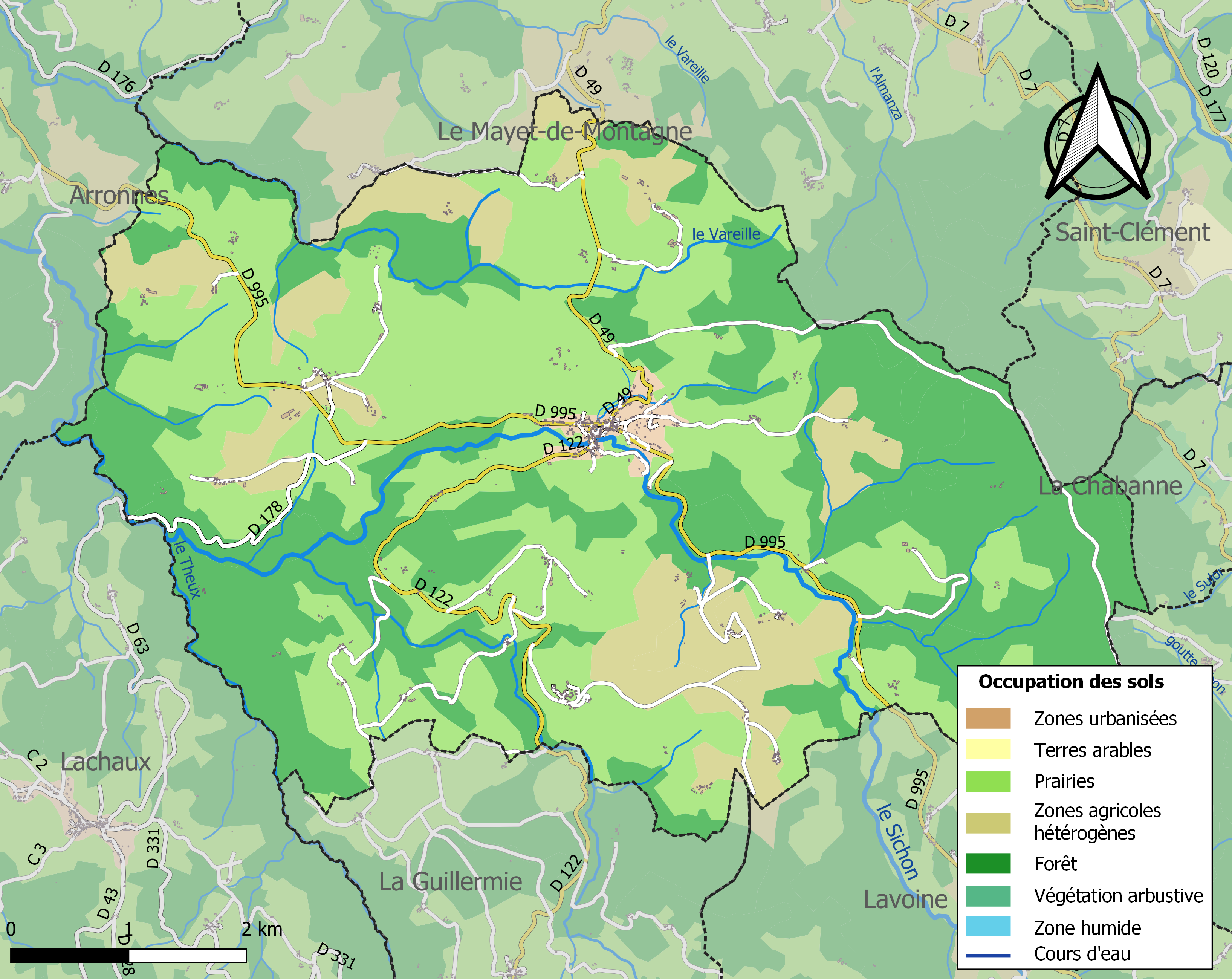
Carte des infrastructures et de l'occupation des sols de la commune en 2018 (CLC).

L'occupation des sols de la commune, telle qu'elle ressort de la base de données européenne d’occupation biophysique des sols Corine Land Cover (CLC), est marquée par l'importance des territoires agricoles (56 % en 2018), en diminution par rapport à 1990 (58,5 %). La répartition détaillée en 2018 est la suivante : 
prairies (43,5 %), forêts (42,8 %), zones agricoles hétérogènes (12,5 %), zones urbanisées (1,2 %).
L'IGN met par ailleurs à disposition un outil en ligne permettant de comparer l’évolution dans le temps de l’occupation des sols de la commune (ou de territoires à des échelles différentes). Plusieurs époques sont accessibles sous forme de cartes ou photos aériennes : la carte de Cassini (XVIIIe siècle), la carte d'état-major (1820-1866) et la période actuelle (1950 à aujourd'hui).

### Logement
En 2020, la commune comptait 424 logements, contre 447 en 2014. Parmi ces logements, 65,2 % étaient des résidences principales, 19,5 % des résidences secondaires et 15,3 % des logements vacants. Ces logements étaient pour 94,7 % d'entre eux des maisons individuelles et pour 4,1 % des appartements.
La proportion des résidences principales, propriétés de leurs occupants était de 85,2 %, en forte hausse par rapport à 2014 (80,6 %). La part de logements HLM loués vides était de 0,8 % (contre 1,1 %).

### Planification de l'aménagement
L'ancienne communauté de communes de la Montagne bourbonnaise, dont Ferrières-sur-Sichon était membre, avait prescrit l'élaboration d'un plan local d'urbanisme intercommunal (PLUi) en 2014. À la suite de la fusion de la communauté de communes avec la communauté d'agglomération de Vichy Val d'Allier le 1er janvier 2017, c'est Vichy Communauté qui poursuit les procédures de l'élaboration de ce document, approuvé en conseil communautaire le 31 mars 2022 et exécutoire depuis le 13 mai 2022.

### Voies de communication et transports

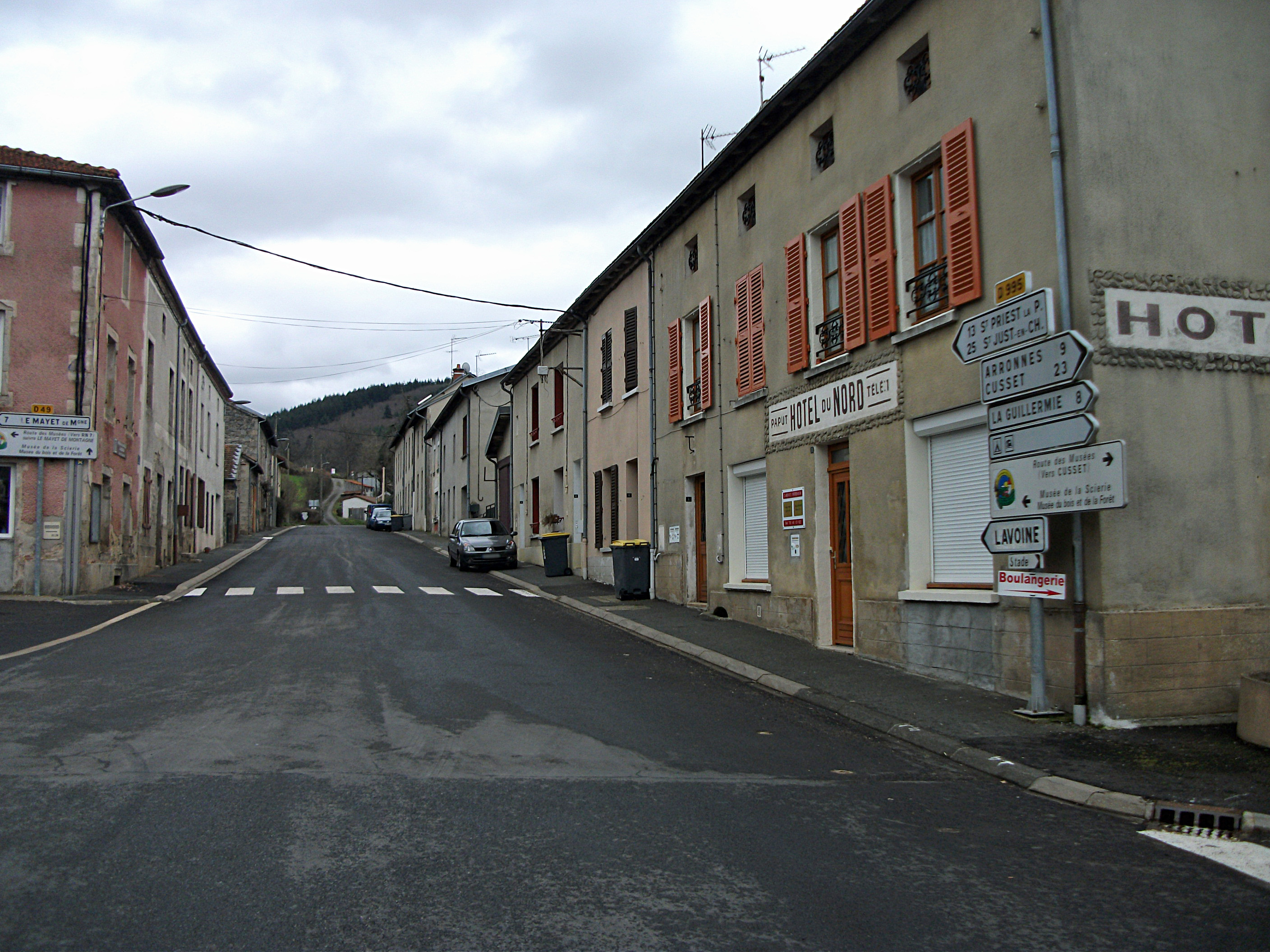
La route départementale 995, vue depuis le centre du bourg en direction de Saint-Just-en-Chevalet.

Le village est traversé par la route départementale 995, ancienne route nationale 495, reliant Vichy, Cusset (23 km) et Arronnes (9 km), au nord-ouest, à Saint-Priest-la-Prugne (13 km) et Saint-Just-en-Chevalet (25 km) au sud-est.
Vers le nord, la RD 49 relie le bourg au Mayet-de-Montagne, commune distante de 7 km. Vers le sud, la RD 122 va jusqu'à La Guillermie (et au-delà vers la montagne thiernoise) ; deux kilomètres plus loin en direction de Vichy, la RD 178 permet de rejoindre Lachaux.
Jusqu'en 1949, la commune était desservie par le train depuis Vichy.

## Toponymie
Attesté sous la forme Ferreyras en 1373.

Pluriel du latin ferraria, « Installation pour extraire, fondre et forger le fer ». Dérivé de fer, avec le suffixe -ière.
En 1906, Louis Levistre a fait paraître dans la Revue scientifique du Bourbonnais et du Centre de la France un article qui traite d’un peu plus de 250 noms de lieux de la commune de Ferrières-sur-Sichon. De façon plus restrictive, une étude plus récente a étudié les toponymes de la commune en lien avec les limites de territoire et les lieux de culte. Elle a mis en évidence l’existence d’une importante frontière archaïque épousant une portion du cours du Sichon. Les traces toponymiques attestent que cette frontière, perpétuée par les limites administratives actuelles, remonte pour le moins à l’époque celtique. A cette frontière était associée un mediolanum, devenu Les Mialennes, nom de la colline dominant le bourg. A l’époque celtique, les mediolana étaient des lieux de rencontre, souvent frontaliers, à vocations multiples, notamment religieuse.

## Légendaire
Le légendaire de Ferrières est particulièrement riche. Les légendes ont longtemps relevé d’une tradition orale. Et ce n’est que récemment, notamment avec le développement de l’ethnographie et de l’étude du folklore, que ces récits oraux ont commencé à être transcrits. Ces transcriptions, entreprises dès le début du XIXe siècle, ont fait l’objet d’un recensement récent. Trois groupes de légendes ont été distingués, en fonction des lieux auxquels elles sont liées : le Sichon en amont du bourg, le Sichon en aval du bourg et le château de Montgilbert.

## Histoire

### Préhistoire et Antiquité

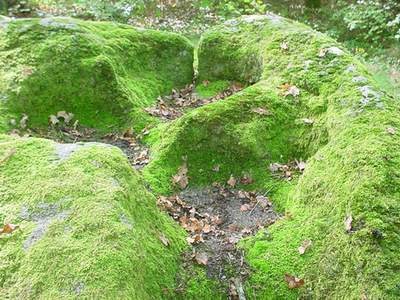
La « courtine ».

Dans un champ du hameau de Glozel en 1924, sur la commune, furent découverts des objets sculptés, gravés, ornés de signes pouvant faire penser à une écriture primitive. Certains archéologues datèrent ces objets de l'époque néolithique. La découverte de Glozel fut l'objet d'une importante controverse nationale.
À l'époque gauloise, la montagne bourbonnaise n'était qu'un pays inculte, couvert de forêts. Ce qui est présenté comme un autel druidique sur un plateau du Mayet, porte le nom de « courtine », du latin cortina qui signifie « cuvette des sacrifices ».
En 1867, des bronzes gallo-romains avaient été découverts sur l’éperon où se dresse le château de Montgilbert. Ils avaient ensuite été dispersés, à l’issue d’un parcours tortueux. Une recherche en histoire des sciences, portant sur l’archéologie de la Montagne bourbonnaise au XIXe siècle, a permis en janvier 2025 de tous les localiser et d’attribuer une provenance à deux d’entre eux. Un article relate leur histoire, de leur découverte à leur redécouverte.
Le nom de Ferrières viendrait d'une colonie d'ouvriers forgerons qui, près de cet endroit, dans la vallée du Sichon, aurait construit barrage, fonderie et forge pour traiter le minerai de fer qu'ils tiraient des environs d'Isserpent. Un acte du 22 novembre 1666 fait état de « Pierre Cardinal faiseur d'acier ».

### Moyen Âge

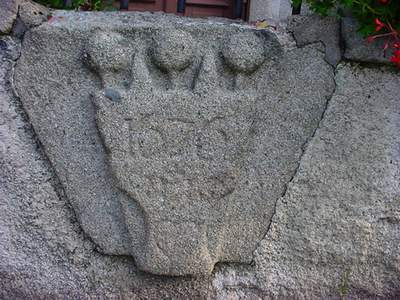
Pierre datée de 1676, sur la commune de Ferrières.

De là serait sorti un gros bourg où s'établit plus tard une bourgeoisie riche et devint une paroisse si étendue qu'elle a pu en former trois. Situé au carrefour des provinces du Bourbonnais, de l'Auvergne et du Forez, Ferrières fut très tôt un lieu stratégique que les sires puis les ducs de Bourbons gagnèrent peu à peu.
En 1686 on comptait 28 feux pour la collecte des deniers royaux. Un notaire y avait résidence et les actes de ce dernier y dénombraient un chirurgien, des bourgeois, des marchands et des artisans. L'église de Cheval-Rigon était un sanctuaire roman du XIIe siècle, contemporain de l'ancienne église de Ferrières que l'on cite dans une bulle de 1152. Au XVIe siècle, la paroisse relève de la châtellenie de Billy et la cure est à la collation du prieur de Ris. Le village, terre de justice, comptait alors une boucherie, un four, un moulin banal, et recevait sept foires annuelles et un marché hebdomadaire.
Le bourg de Ferrières est situé en bordure d'un petit bassin de sédiments primaires dont les lentilles de calcaire métamorphisé lentement déposées entre Pierre Encize et le Moulin Piat ont donné un marbre bleu turquin inutilisable dans les arts mais qui sert à la fabrication de la chaux. La population vécut de cette activité pendant très longtemps mais les fours à chaux fermèrent au XXe siècle. Il en subsiste un seul sur la route du Mayet qui fut probablement construit sous l'Ancien Régime. Le moulin de Ferrières resta en activité jusqu'en 1960, produisant de l'huile de noix et du cidre en plus de la farine de blé et de seigle. En 2007, il a été restauré et rouvert pour produire de l'huile de noix.
Différentes seigneuries se sont établies à Ferrières :
- Le Plaidit fut une seigneurie respectable, occupée vers 1300 par la famille Bachelier. Au XVIIe siècle, la famille Colin l'acheta et le domaine revint aux Fougerolles par contrat de mariage puis aux Bracon de Rochefort.
- La Corre était une seigneurie de peu d'importance.
- Basse-Roche fut une seigneurie très ancienne, absorbée par celle de Chappes, sa voisine.
- Chappes est plus connu, grâce au château du XVe siècle. En 1455, c'était la famille de Terrières qui en était propriétaire. Puis vinrent Arnoux de Saint-Simon en 1659, la famille de Chandieu en 1705, et la famille de Manissy à partir de 1720. Le petit-fils, Paul de Manissy, s'amusa si grassement qu'il se ruina. Le domaine de Chappes fut saisi en 1770.

### Révolution etXIXesiècle
La commune de Ferrières-sur-Sichon fut créée en 1790 sur 7 000 ha, bientôt agrandie par l'annexion d'une partie de Cheval-Rigon, commune jusqu'alors indépendante (mais également les villages des Barres, de La Montagne et de La Roue).
Le dernier prêtre, Jean Baptiste Desessarts, dit Poncet Desessart, fut arrêté sur l'ordre du Comité révolutionnaire de Cusset et fut envoyé à l'île d'Aix où il mourut.
En 1851, Ferrières compte 3 250 habitants et s'étend sur plus de 7 000 ha, comprenant notamment les communes de Lavoine et La Guillermie. Le bourg, prospère, est l'un des plus importants de la région après Le Mayet-de-Montagne et presque au même niveau que Vichy. La terre, le bois ainsi que le minerai de fer sont exploités. Les fours à chaux et de nombreux moulins sont en activité.
Un élément important qui permit le désenclavement de la commune de Ferrières-sur-Sichon fut la construction de la route allant jusqu'à Cusset (et donc Vichy) entre 1840 et 1880. Cette route est aujourd'hui devenue la RD 995.
En 1880, Ferrières perd la moitié de sa surface et de sa population avec la création des communes de Lavoine et La Guillermie.

### XXesiècle
Au début du XXe siècle, l'événement le plus important de l'histoire locale fut la création du petit train qui, partant de Vichy, circulait dans la Montagne bourbonnaise : le tacot. La première section de ligne jusqu’à Ferrières avait été inaugurée le 10 juillet 1910. La section de Ferrières à Lavoine est ouverte à son tour sur 9 km le 1er janvier 1911, puis celle qui va jusqu’à Saint-Just-en-Chevalet sur 16 km le 6 avril 1912. Une ligne téléphonique est posée le long de la voie. Le voyage était long comme en témoignent les horaires de l'époque.
En 1933, un train parti de Vichy à 6 h 16 le matin arrivait à Ferrières à 8 h 15 en passant par Molles et Le Mayet-de-Montagne. La ligne passait sous un pont dit le « chemin de l'Empereur » au lieu-dit la Tuilerie en souvenir de la promenade favorite de Napoléon III en cure à Vichy. À la sortie de Cusset, pour monter la côte des Justices, les passagers descendaient du train et marchaient à côté, puis remontaient dans le train en haut de la côte.
Après Ferrières, un tunnel puis le viaduc du Moulin Neuf fut livré au trafic en 1911 avec une arche de plus de 50 mètres. Le trafic de voyageurs et de marchandises sur cette ligne a cessé en 1949.

## Politique et administration

### Découpage territorial
La commune de Ferrières-sur-Sichon est membre de la communauté d'agglomération Vichy Communauté, un établissement public de coopération intercommunale (EPCI) à fiscalité propre créé le 1er janvier 2017 dont le siège est à Vichy. Ce dernier est par ailleurs membre d'autres groupements intercommunaux.
Sur le plan administratif, elle est rattachée à l'arrondissement de Vichy, au département de l'Allier, en tant que circonscription administrative de l'État, et à la région Auvergne-Rhône-Alpes.
Sur le plan électoral, elle dépend du canton de Lapalisse pour l'élection des conseillers départementaux, depuis le redécoupage cantonal de 2014 entré en vigueur en 2015, et de la troisième circonscription de l'Allier pour les élections législatives, depuis le dernier découpage électoral de 2010 (quatrième circonscription avant 2010).
Ferrières-sur-Sichon dépendait du district de Cusset en 1793 puis depuis 1801 de l'arrondissement de Lapalisse (le chef-lieu d'arrondissement fut transféré à Vichy en 1941) ; du canton du Mayet en 1793 puis du canton du Mayet-de-Montagne de 1801 à mars 2015.

### Élections municipales et communautaires

#### Élections de 2020
Le conseil municipal de Ferrières-sur-Sichon, commune de moins de 1 000 habitants, est élu au scrutin majoritaire plurinominal à deux tours avec candidatures isolées ou groupées et possibilité de panachage. Compte tenu de la population communale, le nombre de sièges à pourvoir lors des élections municipales de 2020 est de 15. Sur les trente candidats en lice, dix sont élus dès le premier tour, le 15 mars 2020, avec un taux de participation de 78,14 %. Les cinq conseillers restant à élire sont élus au second tour, qui se tient le 28 juin 2020 du fait de la pandémie de Covid-19, avec un taux de participation de 77,86 %.

#### Liste des maires
| Période                                  | Période                      | Identité                 | Étiquette | Qualité           |
| ---------------------------------------- | ---------------------------- | ------------------------ | --------- | ----------------- |
| Les données manquantes sont à compléter. |                              |                          |           |                   |
| 1835                                     | 1856                         | Jacques Reignier         |           |                   |
| 1856                                     | 1878                         | Louis David              |           |                   |
| 1878                                     | 1896                         | Prospère Rongere         |           |                   |
| 1896                                     | 1908                         | Antoine Paput            |           |                   |
| 1908                                     | 1919                         | Laurent Fradin           |           |                   |
| 1919                                     | 1929                         | Charles Grisard          |           |                   |
| 1929                                     | 1947                         | Joseph Riaux             |           |                   |
| 1947                                     | 1989                         | Jules Rousseau           | UDF-Rad   |                   |
| 1989                                     | 2020                         | Jean-Marcel Lazzerini    | DVG       | Retraité          |
| 2020                                     | En cours (au 8 juillet 2020) | Jean-François Chauffrias |           | Ouvrier imprimeur |

## Équipements et services publics

### Enseignement
Ferrières-sur-Sichon dépend de l'académie de Clermont-Ferrand.
Les élèves commencent leur scolarité à l'école élémentaire de la commune. Ils la poursuivent au collège du Mayet-de-Montagne, puis au lycée Albert-Londres de Cusset.

## Population et société

### Démographie
Les habitants de la commune sont appelés les Farrérauds et les Farréraudes.

#### Évolution de la population
L'évolution du nombre d'habitants est connue à travers les recensements de la population effectués dans la commune depuis 1793. Pour les communes de moins de 10 000 habitants, une enquête de recensement portant sur toute la population est réalisée tous les cinq ans, les populations de référence des années intermédiaires étant quant à elles estimées par interpolation ou extrapolation. Pour la commune, le premier recensement exhaustif entrant dans le cadre du nouveau dispositif a été réalisé en 2007.

En 2022, la commune comptait 506 habitants, en évolution de −10,12 % par rapport à 2016 (Allier : −1,38 %, France hors Mayotte : +2,11 %).
| 1793  | 1800  | 1806  | 1821  | 1831  | 1836  | 1841  | 1846  | 1851  |
| ----- | ----- | ----- | ----- | ----- | ----- | ----- | ----- | ----- |
| 2 431 | 2 055 | 2 611 | 2 490 | 3 107 | 3 032 | 3 228 | 3 159 | 3 240 |

| 1856  | 1861  | 1866  | 1872  | 1876  | 1881  | 1886  | 1891  | 1896  |
| ----- | ----- | ----- | ----- | ----- | ----- | ----- | ----- | ----- |
| 3 044 | 3 005 | 3 233 | 3 107 | 3 410 | 1 821 | 1 836 | 1 836 | 1 752 |

| 1901  | 1906  | 1911  | 1921  | 1926  | 1931  | 1936  | 1946  | 1954  |
| ----- | ----- | ----- | ----- | ----- | ----- | ----- | ----- | ----- |
| 1 754 | 1 795 | 1 699 | 1 465 | 1 437 | 1 370 | 1 266 | 1 170 | 1 026 |

| 1962 | 1968 | 1975 | 1982 | 1990 | 1999 | 2006 | 2007 | 2012 |
| ---- | ---- | ---- | ---- | ---- | ---- | ---- | ---- | ---- |
| 994  | 916  | 795  | 656  | 632  | 561  | 561  | 561  | 569  |

| 2017 | 2022 | - | - | - | - | - | - | - |
| ---- | ---- | - | - | - | - | - | - | - |
| 552  | 506  | - | - | - | - | - | - | - |

On observe une chute énorme de la population en un siècle (entre 1851 et 1962), due à la perte des communes de Lavoine et La Guillermie : Ferrières, jadis aussi important que Vichy, est passé au second rang, puis est petit à petit passé du statut de « ville » à celui de « petit village », même derrière le Mayet-de-Montagne.

#### Pyramide des âges
En 2021, le taux de personnes d'un âge inférieur à 30 ans s'élève à 20,2 %, soit en dessous de la moyenne départementale (29,0 %). À l'inverse, le taux de personnes d'âge supérieur à 60 ans est de 44,7 % la même année, alors qu'il est de 35,6 % au niveau départemental.
En 2021, la commune comptait 264 hommes pour 252 femmes, soit un taux de 51,16 % d'hommes, largement supérieur au taux départemental (47,97 %).
Les pyramides des âges de la commune et du département s'établissent comme suit :
| Hommes | Classe d’âge | Femmes |
| ------ | ------------ | ------ |
| 0,4    | 90 ou +      | 3,8    |
| 11,2   | 75-89 ans    | 16,3   |
| 31,5   | 60-74 ans    | 26,3   |
| 24,0   | 45-59 ans    | 23,5   |
| 12,2   | 30-44 ans    | 10,6   |
| 7,8    | 15-29 ans    | 9,4    |
| 13,1   | 0-14 ans     | 10,1   |

| Hommes | Classe d’âge | Femmes |
| ------ | ------------ | ------ |
| 1,2    | 90 ou +      | 3      |
| 10     | 75-89 ans    | 13,4   |
| 21,3   | 60-74 ans    | 22     |
| 20,6   | 45-59 ans    | 19,6   |
| 15,7   | 30-44 ans    | 15     |
| 15,6   | 15-29 ans    | 12,9   |
| 15,7   | 0-14 ans     | 14     |

### Manifestations culturelles et festivités
De nombreux événements sont organisés au Théâtre des Masques (projections de films du box-office, concerts, conférences, etc.).
Tous les ans en juillet a lieu la brocante, pendant laquelle tous les habitants sont invités à vider leur grenier.

### Vie du village
Malgré l'exode croissant et le vieillissement de la population, le bourg reste tout de même vivant. Cependant, cette tendance tend aujourd'hui à s'inverser, avec un retour vers la campagne (création future d'un lotissement, rénovation d'anciennes maisons, etc.).
Le bourg dispose des commerces de base, d'une présence médicale, de plusieurs entreprises artisanales, d'hébergements touristiques (notamment « L'auberge du Sichon », qui existait depuis près d'un siècle sous le nom du Central).

## Économie

### Emploi
En 2020, la population âgée de 15 à 64 ans s'élevait à 301 personnes, parmi lesquelles on comptait 69,0 % d'actifs dont 59,1 % ayant un emploi et 9,8 % de chômeurs.
On comptait 101 emplois dans la zone d'emploi. Le nombre d'actifs ayant un emploi résidant dans la zone étant de 181, l'indicateur de concentration d'emploi s'élève à 55,7 %, ce qui signifie que la commune offre moins d'un emploi par habitant actif.
135 des 181 personnes âgées de quinze ans ou plus (soit 74,5 %) sont des salariés. 37,3 % des actifs travaillent dans la commune de résidence.

## Culture locale et patrimoine

### Lieux et monuments

#### Patrimoine religieux
Le bas de la tour du clocher ainsi que la petite abside sur la droite appartenaient à l'église primitive qui était du XIIe siècle. L'église qui menaçait de tomber en ruine fut restaurée en 1887. Le clocher qui datait de 1776 a été surélevé d'un étage. L'entourage du portail est celui de la première église dont les pierres ont été rapportées. La scène du Golgotha a été taillée dans la pierre.
Un vitrail représente saint Vincent Ferrier (dont le rocher Saint-Vincent porte le nom), saint Fiacre (patron des jardiniers et de Ferrières) et saint Désir (patron de la paroisse). Comme tous les autres, ce vitrail sort de l'atelier de Martial Mailhot, artiste auvergnat, qui posa entre autres les verrières de la Visitation à Brioude.
À l'intérieur de l'église, on peut voir une Vierge à l'Enfant en bois de noyer datant du XVIIe siècle. Au-dessus de la porte principale se trouve le bas relief d’un calvaire.

#### Patrimoine civil

##### Glozel
Glozel est le nom d'un lieu-dit de la commune où fut mis au jour à partir de 1924 par Émile Fradin un ensemble d'objets attribués dans un premier temps à une époque préhistorique mais dont l'authenticité fut rapidement contestée. Certains objets découverts portent des inscriptions évoquant une écriture dans un alphabet proche des alphabets phénicien ou ibérique. Ces vestiges sont à l'origine d'une vive controverse qui divisa la communauté scientifique, puis le grand public, en « glozéliens » et « anti-glozéliens ».
Après de nouvelles analyses et datations, le ministère de la Culture a rendu public en 1995 le résumé d'un rapport dont les auteurs estiment que le site est médiéval, qu'il contient sans doute quelques objets de l'âge du fer, mais qu'il a probablement été enrichi par des contrefaçons dont l'auteur demeure inconnu. Il en est de même pour le souterrain annulaire de Puyravel qui finalement a vu son occupation entre les XIIe et XIVe siècles.

##### Les châteaux
La commune abrite trois châteaux : 
- le château de Montgilbert, situé à 4 km au nord-ouest du bourg. Il se présente sous la forme d'une grande enceinte quadrangulaire flanquée de tours rondes[37]. La forteresse médiévale en ruine du XIIIe siècle est restaurée chaque année, en juillet, par de jeunes bénévoles[38] ;
- le château de Chappes au nord dans la vallée du Sichon. L'édifice, cité vers 1455, se compose d'un logis rectangulaire de deux étages sur rez-de-chaussée flanqué de tours rondes aux angles de l'un des grands côtés, et au milieu du côté opposé d'une cage d'escalier circulaire. Il est entouré de douves[39] ;
- l'ancien château de Ferrières ou château du bourg datant du XIVe siècle, dont il ne reste que le donjon.

##### Le viaduc du Moulin-Neuf

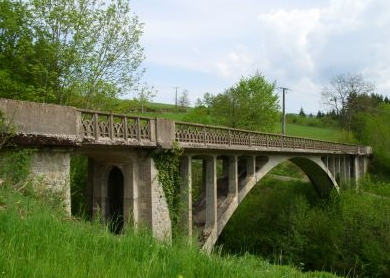
Le viaduc du Moulin-Neuf de nos jours.

Le viaduc du Moulin-Neuf, érigé à l'occasion de la construction de la ligne de la Société des Chemins de fer du Centre, vit le jour en 1910. Il fut l'un des premiers ouvrages réalisés, dans le département de l'Allier, par l'application de la technique du ciment armé. Il fut l'œuvre d'Eugène Freyssinet, ingénieur des Ponts et Chaussées et père du béton précontraint, qui utilisa le ciment Portland Artificiel.
Il permet de franchir le ru Siamouzan et deux chemins, par une arche de plus de 50 mètres d'ouverture et un tablier de 64 mètres. Il est l'un des plus beaux viaducs de la ligne. Le train marquait une petite halte à son abord, matérialisée par la maisonnette située à gauche de l'ouvrage.
Le trafic de marchandises fut totalement supprimé le 15 janvier 1949 et le dernier train de voyageurs passa sur le viaduc le 22 avril 1949. La Société générale des chemins de fer économiques mit en service, dès lors, des transports routiers. Le déclassement de la ligne fut prononcé par décret, le 5 août 1950 ; aujourd'hui, le viaduc n'a plus d'utilité ni routière ni ferroviaire.

##### Le lavoir

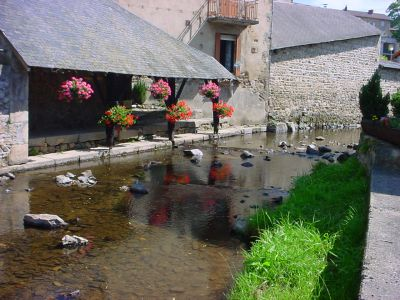
Le lavoir du bourg de Ferrières.

Le bourg de Ferrières comporte aussi un lavoir, sur le Sichon. Le lavoir était le lieu où les femmes, les lavandières, venaient laver le linge de famille ou celui de leur clientèle ; elles convergeaient vers ce lieu avec les effets déposés dans la lessiveuse ou le baquet transporté dans la brouette ou la remorque parfois attachée à la bicyclette.
Elles apportaient chacune leurs peiteu (battoir), brosse en chiendent, pain de savon, anche (planche) et s'agenouillaient dans leur bachou (caisse à laver) garni de paille ou de chiffons pour un peu plus de confort, et dont certains restaient à demeure sur les dernières marches du lavoir en raison de l'encombrement lors du transport ou de leur caractère collectif. C'était aussi un lieu de rencontre, où l'on échangeait les dernières nouvelles du pays ; un lieu près duquel les jeunes enfants jouaient : un lieu central de la vie du village. Son utilisation a disparu, peu à peu, à la suite de l'installation de l'eau courante, dans le bourg du village, dans les années 1960.

##### Le moulin
Le moulin se trouve à l'angle de la rue qui monte à l'église, sur la rive droite du Sichon. S'il est déjà signalé sur la carte de Cassini, une date gravée — 1846 — indique des transformations. L'activité du moulin, qui produisait de l'huile de noix et du cidre, en plus de la mouture du blé, du seigle, de la morgane[Quoi ?], a cessé il y a plus de 40 ans. Un étroit canal se détache du Sichon, pour venir faire tourner la roue (restaurée en avril 2006). On remarque que les dents des engrenages sont en bois, d'origine. Elles donnaient alors plus de souplesse aux transmissions.
À droite, la farine descendait par un conduit de bois dans le coffre qui la recueillait. À côté, le moulin à huile ne demandait lui aussi qu'à tourner. Après avoir fait chauffer au feu de bois, ni trop, ni trop peu, les cerneaux de noix, on mettait la pâte obtenue sous une roue verticale, qui tournait comme un manège sur la large meule horizontale à rebord, où coulait l'huile de première qualité. L'huile de seconde « serrée », moins bonne, provenait de la compression, sous une presse, de la bouillie déjà écrasée par la meule. Le résidu final, appelé « maton » servait à l'alimentation des porcs.
Au premier étage, après avoir emprunté l'échelle de meunier, on découvre la salle où séjournent deux paires de meules et la bluterie, sorte de longs placards. Au fond, un manchon de toile conduisait le grain aux meules depuis le grenier où il était stocké. On distingue l'arrondi du tambour qui renferme les meules, tout en bas, à gauche. La farine qui en sortait montait au sommet des blutoirs par un conduit incliné, derrière le manchon. Elle était élevée à l'intérieur par une chaîne sans fin de godets. À l'intérieur des trois blutoirs tournaient des roues hexagonales à montures de bois, tendues de toiles de soie de plus en plus fines, pour trier le son et les farines. Elles sont encore visibles et la soie est encore intacte. De cette bluterie, la farine tombait au rez-de-chaussée, dans des sacs de 50 kg, tout prêts à être pesés et livrés.
Entre janvier 2006 et août 2008, le moulin a été totalement restauré par la mairie, et est actuellement opérationnel. Les habitants y ont accès certains jours, pour produire de l'huile de noix, en particulier, et les touristes peuvent le visiter sur demande préalable à la mairie.

#### Patrimoine environnemental
- L'arboretum Paul Barge : au lieu-dit la Croix des Barres, sur la route du Mayet-de-Montagne, sur une superficie de 5 hectares ; un sentier balisé à travers la forêt a été aménagé, de manière à permettre de découvrir le milieu forestier.
- La Maison de la vallée du Sichon est un lieu touristique offrant des informations touristiques, des expositions permanentes sur la Montagne bourbonnaise, le château de Montgilbert, une exposition de miniatures en bois et une palette d’objets artisanaux et de produits régionaux en vente.
- La grotte des Fées, en direction du village de la Guillermie.
- Carrière de marbre bleu turquin.

#### Le théâtre des Masques
Le théâtre des Masques est le seul théâtre en montagne bourbonnaise.
À l'origine une ancienne grange construite à la fin du XIXe siècle à proximité de l'église. Le lieu a longtemps abrité une école religieuse. Transformée en théâtre en 1939 sur l'initiative de jeunes du village, la salle voit cependant ses activités culturelles décliner progressivement dans les années d’après-guerre et ferme ses portes à la fin des années 1960. C'est l'association « Ferrières Demain » qui lui a redonné vie à partir de 1991 d'abord en y organisant des festivals de théâtre amateur, puis en engageant la rénovation de l'édifice dans le cadre de la charte intercommunale locale et avec l'aide de nombreux bénévoles. D'importants travaux ont ainsi été réalisés, subventionnés par les collectivités locales et territoriales et l'État, et, en 1995, plus de vingt-cinq ans après sa fermeture, le théâtre des Masques (référence directe aux deux symboles de la tragédie et de la comédie peints, à l'origine du théâtre, sur le devant de la scène) accueille ses premiers spectateurs.
Aujourd'hui devenu propriété de la commune, ce véritable théâtre de poche de 130 places, qui dispose d'un équipement performant (table de mixage, lumière, projecteurs, son, cintres, loge, etc.), voit défiler spectacles de théâtre et de chant, conférences, concerts et séances de cinéma.

### Personnalités liées à la commune
- Émile Fradin (1906-2010), agriculteur, à l'origine de la découverte en 1924 du site contesté de Glozel.

### Héraldique
| Blason de Ferrières-sur-Sichon | Blason  | Écartelé en sautoir : au 1er de sinople au château d'or maçonné de sable, au 2e de gueules à la hure de sanglier d'or, au 3e de gueule à la tablette gravée (de Glozel) d'or, au 4e d'azur à la truite courbée d'argent, miraillée de gueules. |
| Blason de Ferrières-sur-Sichon | Détails | - Le château rappelle la présence de trois châteaux sur son territoire mais aussi la situation de « marche » du village au Moyen-Âge, aux confins du Bourbonnais, de l'Auvergne et du Forez. - La hure de sanglier, ou sinya en arverno-bourbonnais, renvoie à leur présence dans la région. - La tablette rappelle le site archéologique de Glozel, qui, malgré ses controverses, mis en lumière une partie de l'histoire de la commune. - La truite symbolise les nombreuses rivières de la commune réputées pour leurs truites, mais aussi les deux pisciculture sur le Sichon. Adopté fin 2017. |